# Heimat (1938)
Heimat ist ein deutscher Spielfilm von Carl Froelich aus dem Jahr 1938 nach dem gleichnamigen Schauspiel von Hermann Sudermann.

## Handlung
Nach langer Abwesenheit kehrt die schöne Tochter eines Obersts a. D. als international gefeierte Sängerin in ihre Heimatstadt zurück. Sie versöhnt sich mit dem Vater, den sie damals im Streit verlassen hatte. Weil sie sich jedoch weigert, den betrügerischen Bankdirektor von Keller, der sie mit einem Kind hat sitzenlassen, zu heiraten, droht die wiederhergestellte Beziehung zum Vater erneut zu zerbrechen. Da erschießt sich von Keller, der wegen illegaler Bankgeschäfte verhaftet zu werden droht, und der endgültigen Versöhnung von Vater und Tochter steht nichts mehr im Wege.

## Auszeichnungen
Der Film wurde mit dem Prädikat „Staatspolitisch und künstlerisch wertvoll“ der nationalsozialistischen Filmprüfstelle, mit dem Regiepreis der Biennale di Venezia (1938) und mit dem Nationalen Filmpreis (1939) ausgezeichnet. Zarah Leander, die von ihren Filmen sonst meist nicht viel hielt, bedeutete Heimat sehr viel.

## Trivia
Zarah Leander singt in diesem Film die Alt-Arie „Buß und Reu“ aus der Matthäus-Passion BWV 244.
Im fünften Film der Heimat-Reihe von Edgar Reitz aus dem Jahr 1982 wird der Film von 1938 im Kino gezeigt.

## Kritiken
„Ein gepflegtes Gesellschaftsdrama, angesiedelt im wilhelminischen Deutschland, das ganz auf Rühreffekte aufbaut. Allein durch Heinrich Georges Schauspielkunst und Zarah Leanders Star-Appeal ist der Film eine nostalgische Kinoattraktion geblieben.“

„(...); der Film ist als Verächtlichmachung der Bourgeoisie der Weimarer Zeit und Lob der neuen Nazi-Familie zu verstehen. Zarah Leander singt ihren Evergreen ‚Eine Frau wird erst schön durch die Liebe‘. Blut-und-Boden-Schnulze mit Starbesetzung (...). Wertung: 1½ von 4 möglichen Sternen (mäßig).“

Der Film wurde nach der bedingungslosen Kapitulation der Wehrmacht 1945 durch den Alliierten Kontrollrat auf die Liste der nicht zur öffentlichen Aufführung freigegebenen Filme gesetzt.